# باشگاه فوتبال المپیاکوس
باشگاه فوتبال المپیاکوس (به یونانی: ΠΑΕ Ολυμπιακός) یک باشگاه فوتبال در شهر پیره در یونان می‌باشد که در سوپر لیگ فوتبال یونان بازی می‌کند.
این باشگاه در تاریخ ۱۰ مارس ۱۹۲۵ تأسیس شده‌است و سابقه ۴۸ قهرمانی در سوپرلیگ یونان (رکورددار)، ۲۹ قهرمانی جام حذفی و ۴ قهرمانی سوپرجام و ۱ قهرمانی در لیگ کنفرانس اروپا را دارد.
المپیاکوس رقابت بزرگ و طولانی مدتی با پاناتینایکوس دارد و مسابقهٔ بین این دو تیم، تحت عنوان «شهرآورد دشمنان ابدی» نام‌گذاری شده‌است.

## بازیکنان ایرانی(سابق)
- کریم انصاری‌فرد
- احسان حاج‌صفی

## بازیکنان

### ترکیب فعلی
تا تاریخ ۲۸ فوریه ۲۰۱۷.

### به‌طور قرضی خارج شده
تا تاریخ ۲۸ فوریه ۲۰۱۷.
| شماره |       | پست       | بازیکن                               |
| ----- | ----- | --------- | ------------------------------------ |
|       | یونان | دروازه‌بان | آندرس گیانیوتیس (به پانیونیوس)       |
|       | یونان | دروازه‌بان | توماس تیریانتافیلوس (به کرکیرا)      |
|       | غنا   | مدافع     | مارک آسیگبا (به وریا)                |
|       | نروژ  | مدافع     | عمر العبدلای (به هال سیتی)           |
|       | یونان | مدافع     | دیمیتریس گوتاس (به کورتریجک)         |
|       | یونان | مدافع     | آنتونیس کاراگورجس (به کالونی)        |
|       | یونان | مدافع     | جیانیز کارگاز (به پالاتانیاس)        |
|       | قبرس  | مدافع     | کنستانتینوز لافیز (به استاندارد لیژ) |
|       | یونان | مدافع     | اپامینونداز پانتلاکیس (به کیسامیکس)  |
|       | یونان | مدافع     | مانولیس سالیاکاس (به کارمیوتیسا)     |
|       | یونان | مدافع     | دیمیتریز سیوواز (به لگانس)           |
|       | یونان | مدافع     | کنستانتینوس تسیمیکاز (به اسبجرگ)     |

| شماره |          | پست   | بازیکن                                           |
| ----- | -------- | ----- | ------------------------------------------------ |
|       | یونان    | مدافع | پارکسیتلیس ووروس (به لوادیاکس)                   |
|       | سوئیس    | هافبک | پاجتیم کاسامی (به ناتینگهام فارست)               |
|       | یونان    | هافبک | دیمیتریز کولوووز (به مشلان)                      |
|       | یونان    | هافبک | جیانیس جیانیتاس (به آپوئل)                       |
|       | آلبانی   | هافبک | کازیم لاسی (به لوادیاکس)                         |
|       | آرژانتین | هافبک | نیکولاس مارتینز (به وسترن سیدنی واندررز)         |
|       | کلمبیا   | هافبک | فلیپ پاردو (به نانت)                             |
|       | صربستان  | هافبک | ساشا زدجلار (به رئال مایورکا)                    |
|       | یونان    | هافبک | فانیس تیزانداریس (به کوپر)                       |
|       | یونان    | مهاجم | تاسس کارامانس (به فیرنس)                         |
|       | کومور    | مهاجم | بن نابوهان (به پانیونیوس)                        |
|       | یونان    | مهاجم | نیکس ورگوس (به باشگاه فوتبال رئال مادرید کاستیا) |